# Cornelia Brîndușa Novac
Cornelia Brîndușa Novac (n. 13 iunie 1967, București, România) este un regizor, scenarist și coregraf. A ocupat funcția de deputat în legislatura 2008-2012.
Ea este posesor al unui doctorat în artă, ce a obținut zeci de premii naționale și internaționale de-a lungul distinsei sale cariere artistice. Este cunoscută pentru montarea unor spectacole din cele mai variate genuri, precum teatru, comedii muzicale, spectacole de varietăți, music-hall și circ [1]. 
Este responsabilă pentru regia artistica, scenariul și design-ul de lumini a momentelor de circ câștigătoare la Festivalul International de Circ de la Monte Carlo în 2002, 2007 și 2011, precum și la Festivalurile de circ de la Latina (Italia), Salamanca (Spania) și Massy (Franța). Aceste momente au fost realizate în cadrul Circului de Stat din București (Circ & Variete Globus), instituție unde a deținut poziția de manager în perioada 1998-2014.

## Proiectele remarcabile ale Brîndușei Novac

### Circul clasic și inovația
În domeniul circului, Brîndușa Novac a montat spectacole care au revoluționat genul și au adus o viziune proaspătă asupra unor momente consacrate. Supranumită și "Zâna Circului", s-a remarcat ca directoare a Circului Globus din Capitală [2]. Aceste montări au fost apreciate atât de critici, cât și de publicul larg, care a fost captivat de creativitatea și stilul regizoral unic al Brîndușei. Aceste producții au atras un public numeros și au primit numeroase premii în cadrul unor festivaluri și gale de profil.

### Spectacolele de varietăți și Music-Hall
Spectacolele de varietăți montate de Brîndușa Novac sunt o combinație între teatru, momente de circ, muzică și dans, care creează o atmosferă unică pentru spectatorii care au plăcerea să participe la aceste evenimente. Autoarea a explorat și spectacolele de music-hall, unde a colaborat cu artiști consacrați și talente emergente. Aceste spectacole au avut un impact puternic asupra industriei și au influențat generațiile de artiști care au urmat.

### Contribuțiile Brîndușei Novac la Artă și Cultură
Brîndușa Novac nu s-a oprit doar la regie și scenarii, ci a avut și un rol activ în promovarea artei și culturii în societate. A susținut și mentorat tineri artiști, iar prin spectacolele sale a adus în atenția publicului teme sociale și culturale relevante.

### Trecerea la Politică
În anul 2008, Brîndușa Novac a candidat la un loc în Parlament, fiind aleasă deputat de București din partea PD-L, a ocupat funcția în legislatura 2008-2012[3]. Astfel, și-a extins aria de influență și a adus viziunea sa creativă și inovatoare în sfera politică. În timpul mandatului său, Brîndușa Novac a adus o perspectivă unică și inovatoare în sfera politică, datorită experienței sale în domeniul artistic.

## Premii și recunoașteri internaționale ale spectacolelor sau ale numerelor de circ la care a creat regia, coregrafia, scenariul și design-ul de lumini
1) Trofeul „Clovnul de Bronz” la Festivalul International de Circ de la Monte Carlo 2002 pentru tabloul „Fanteziile Marii”;
2) Premiul Special al Companiilor Circurilor din Rusia – Rogoscirk pentru tabloul „Fanteziile Marii” la Festivalul International de Circ de la Monte Carlo -2002;
3) Premiul I – la Festivalul de circ de la Latina, Italia 2001, pentru tabloul „Fanteziile Marii”;
4) Premiul I – la Festivalul de circ de la Salamanca, Spania 2003 pentru tabloul „Fanteziile Marii”;
5) Trofeul „Clovnul de Bronz” la Festivalul International de Circ de la Monte Carlo în 2007 pentru momentul „Tango Aerian”;
6) Premiul Special Greta Alessio pentru momentul “Tango Aerian” la Festivalul International de Circ de la Monte Carlo in 2007;
7) Premiul Simpatia pentru comediile trupei “Ciucureii Veseli” la Galele Circului Editia a VIII a, in 2008;
8) Premiul Primarului pentru creatia momentelor trupei “Ciucureii Veseli” la Galele Circului Editia a VIII a ,in 2008;
9) Premiul I – „Leul de Aur” pentru cel mai bun spectacol de circ – “Dracula in Vacanta” – la Festivalul International al Artei de Circ, Bucuresti 2008;
10) Premiul pentru “Cel Mai Original Spectacol” – “Dracula in Vacanta” la Festivalul International de Arta a Circului, Bucuresti -2008-;
11) Premiul “Juriului Mass-Media” pentru spectacolul “Dracula in Vacanta” la Festivalul International de Arta a Circului, Bucuresti -2008-;
12) Premiul “Juriului Politicienilor” pentru spectacolul “Dracula in Vacanta” la Festivalul International de Arta a Circului, Bucuresti -2008-
13) Premiul “Juriului Artistilor” pentru spectacolul “Dracula in Vacanta” la Festivalul International de Arta a Circului, Bucuresti -2008-;
14) Premiul pentru “Cea Mai Buna Coregrafie” pentru spectacolul “Dracula in Vacanta” la Festivalul International de Arta a Circului , Bucuresti -2008-;
15) Trofeul “Clovnul de Bronz” pentru momentul “Aerian globuri“ la Festivalul International de Circ de la Monte Carlo – 2011;
16) Premiul Asociatiei Europene a Circurilor pentru momentele “Aerian esarfe” si “Aerian globuri” la Festivalul International de Circ de la Monte Carlo – 2011;
17) Premiul Special al Televiziunii Monte Carlo pentru momentele “Aerian esarfe” si “Aerian globuri” la Festivalul International de Circ de la Monte Carlo – 2011;
18) Premiul I- “Leul de Aur” pentru cel mai bun spectacol de circ-“ Destinul Dacilor “ la Festivalul International al Artei de Circ, Editia a III a Bucuresti – 2011;
19) Premiul pentru “Cel Mai Bun Scenariu” pentru spectacolul “Destinul Dacilor” – la “Festivalul International de Arta a Circului, Editia a III a, Bucuresti- 2011;
20) Premiul pentru “Cea Mai Buna Regie” pentru spectacolul “Destinul Dacilor” la  “Festivalu International de Arta a Circului, Editia a III a”, Bucuresti- 2011;
- Alte distinctii si recunoasteri nationale si internationale

1. Premiul de Excelenta” din partea Primariei Municipiului Bucuresti in 2004
2. Premiul Jetix Kids Awards pentru cea mai buna institutie cu activitati in favoarea copiilor in 2005;
3. Premiul UNITER al anului 2007 pentru „Spectacolul de Circ”;
4. Premiul Primarului General al Capitalei in 2007;
5. Diploma de Excelenta din partea TVR1 – “Romania din suflete”, 2007;
6. Premiul “Aurel Iozefini” acordat de Societatea Umoristica “Pacala” pentru contributia remarcabila pe care o aduce ca Regizor si Director, la renasterea spectaculoasa a Artei Circului si Varietatilor in Romania la “Globus”;
7. Premiul Circului “Herman Renz” din Olanda in 2008;
8. Premiul VIP – “Sectiunea Divertisment” – 2007
9. Premiul VIP – “Sectiunea Divertisment” 2008;
10. Membra în Biroul executiv al Asociatiei Europene a Circurilor 2008-2014;
11. “Premiul de Excelenta” acordat de catre “Asociatia Europeana a Circurilor” pentru contributia adusa promovarii artei de circ in 2008;
12. “Diploma de Excelenta” oferit de Societatea Umoristica “ Pacala” pentru inalta calitate a spectacolelor de gen aclamate de publicul national si international, confirmandu-si valoarea de-a lungul anilor prin premiile obtinute in concursuri mapamondice;
13. Premiul “Cultural Development in the Circus World” – pentru spectacolul “Dracula in Vacanta” din partea Circului Brazil Jack- Suedia , la Festivalul International de Arta a Circului , Bucuresti -2008;
14. Premiul Circului National Ungar pentru regia, coregrafia si scenariile spectacolelor Circului Globus , premiu acordat la Festivalul International de Arta a Circului , Bucuresti -2008;
15. “Premiul de Excelenta” din partea Primariei Municipiului Bucuresti, Arta si Cultura Sectiunea Artele Spectacolului – 2009;
16. “Premiul pentru Performanta in Artele Spectacolului” din partea Primariei Municipiului Bucuresti, Arta si Cultura Sectiunea Artele Spectacolului – 2009;
17. Premiul Circului Zalewski -Polonia – 2009;
18. “Premiul Primarului” oferit in cadrul spectacolului de decernare a premiilor a “Galelor Circului Editia a IX-a” – 2009;
19. “Premiul Primarului” oferit in cadrul spectacolului de decernare a premiilor a “Galele Circului Editia a XI-a” – 2011;
20. Premiul “International Artist Management” din partea Teatrului-Variete Friedrichstadt Palast- Germania – 2011;
21. Premiul de excelenta acordat de catre Asociatia Europeana a Circurilor si Festivalul International de Circ de la Monte Carlo pentru contributia adusa promovarii artei de circ – 2011;
22. Nominalizata de revista „Capital”, în topul celor 100 de Femei de Succes din România în 2004, 2005 si 2006;
23. Premiul de excelență în Arta cinematografică pentru regia  filmului  ,,Magia dragostei“,  la  “Festivalul Internațional de film  de la Chișinau”-2014.

### Membră în juriile celor mai prestigioase competiții internationale a artei de circ:
- Membră la Festivalul International de Circ de la Monte Carlo – ianuarie 2005;
- Membră la Festivalul International de Circ din Latina, Italia – ianuarie 2001;
- Președinte al juriului la Festivalul International de Circ din Saint Paul Les Dax, Franța, în noiembrie 2005;
- Președinte al juriului la Festivalul International de Circ de la Massy, Franța, în ianuarie 2010;
- Președinte al celor trei jurii la Festivalul International de Artă a Circului de la București în 2009 și 2012.

## Experientă profesională

### Regia de film a 5 spectacole de circ:
1)      Ocolul Pamantului in Balon (2005)
2)      Secretele Elfilor (2006)
3)      Elfii Contraataca (2007)
4)      Ingerii Albi (2014)
5)      Ingerii Albastrii (2014)

### Regia de film a unui spectacol de music-hall:
1)      Micul Paris (2007)

### Regia artistica, scenariul, coregrafia si design lumini a spectacolelor de revelion, cât și regia TV a acestora transmise in direct la televiziuni:
1) „Revelionul 2001 – 2002” – PRO TV – transmisiunea de la Circul Globus
    2) „Revelionul 2002-2003” – B1 TV – Prezentator Lavinia Sandru si Gabriel Cotabita – integral
    3)Revelionul 2007 – 2008 „Noaptea viselor” – B1 TV – Prezentatori Manuela Harabor, Silviu Biris si Razvan Oprea – integral

### Regia artistica, scenariul, coregrafia si design-ul de lumini a spectacolelor de variete și music-hall cat si regia TV a acestora:
1) „Campionii de la Monte Carlo si prietenii” (B1 TV);
    2) „Proconsul si prietenii” (TVR 2);
    3) „Hai la joaca!” (Antena 1) – Protagonisti Anastasia Lazariuc si Mihai Constantinescu;
    4) „Callatis în flacari” – Festivalul Callatis 2002 (TVR 1) – Prezentatori Lavinia Sandru si Gabriel Cotabita;
    5) „Punem pariu ca-i vara” – emisiune de divertisment saptamanala (B1 TV) – moderator Mihaela Radulescu;
    6) Decernarea premiilor „Centrului Român de Presa” (TVR 1);
    7) “Eurovision Romania-2010” – momentele de circ (TVR 1) – Prezentatori Valentina Pelinel si Horia Brenciu;
    8) “Ieri, azi, maine” emisiune de divertisment saptamanala (TVR2) – coregrafia; regia si coregrafia la emisiunea din 30 iunie 2017

### Regia de film si scenariul/ textele spoturilor si filmelor de scurt si mediu metraj pentru campanile de promovare a Circului & Variete Globus pentru spectacolele:
1)  „Galele Junior”
2)  „Galele Circului editia a V a”
3) „Fantastic Show”
4)  „Castelul de clestar”
5) „Galele Circului editia a VI a”
6) „Carnavalul de foc”
7) „Secretele elfilor”
8) „Galele Circului editia a VII-a”
9) „Elfii contraataca”
10) „3007 – Terra maimutelor”
11) „Galele Circului editia a VIII-a”
12) „Padurea Fermecata”
13) “D’ale Bibicilor lui Caragiale”
14) “Galele Circului editia a IX-a”
15) “4U”
16) “Galele Circului editia a X-a”
17) “Destinul Dacilor”
18) “Galele Circului editia a XI-a” 
19) “Vrajitorii Arenei Magice”

### Regia artistica si scenariul filmelor de scurt metraj ale circurilor participante la “Festivalul International al Artei de Circ” de la Bucuresti editiile I, II, III, si IV pentru “ Spectacolul de decernare a premiilor FIAC”:
- 5 filme de prezentare a circurilor intrate in competitia Festivalului International de Arta a Circului Bucuresti editia I-a -2008;
- 15 filme de scurt metraj ale circurilor pentru desemnarea premiilor ptr regie,scenariu, muzica, design costume, coregrafie din cadrul spectacolul de decernare a premiilor Festivalului International de Arta a Circului Bucuresti , Editia I –a -2008;
- 4 filme de prezentare a circurilor intrate in competitia Festivalului International de Arta a Circului Bucuresti editia a II-a -2009;
- 15 filme de scurt metraj cu secvente din spectacolele circurilor participante pentru desemnarea premiilor ptr regie,scenariu, muzica, design costume, coregrafie din cadrul spectacolul de decernare a premiilor Festivalului International de Arta a Circului Bucuresti , Editia a II –a -2009;
- 4 filme de prezentare a circurilor intrate in competitia Festivalului International de Arta a Circului Bucuresti editia a III-a -2011;
- 18 filme de scurt metraj ale circurilor pentru desemnarea premiilor ptr regie,scenariu, muzica, design costume, coregrafie,design lumini din cadrul spectacolul de decernare a premiilor Festivalului International de Arta a Circului Bucuresti  , Editia  a III-a – 2011;
- 3 Filme de prezentare a circurilor intrate in competitia Festivalului International de Arta a Circului Bucuresti editia a IV-a -2012;
- 15(cincisprezece) Filme de scurt metraj cu secvente din spectacolele circurilor participante pentru  desemnarea premiilor ptr regie,scenariu, muzica, design costume, coregrafie din cadrul spectacolul de decernare a premiilor Festivalului International de Arta a Circului Bucuresti  , Editia a IV –a -2012.

### Regia artistică, scenariul si design-ul de lumini a 62 de spectacole de teatru, music-hall, circ si variete la Sala Palatului, Circ & Variete Globus Bucuresti, Teatrul National de Opereta si Muzical “Ion Dacian”, Cinema Pro, scene de teatru și săli polivalente în tară și străinătate:
1) „Primavara la circ”
    2) „Aventuri în Epoca de Piatra”
    3) „Stelele Craciunului”
    4) „ Stelele Circului”
    5) „Tara Jucariilor”
    6) „Printesa Savarina”
    7) „1001 de povesti”
    8) „7 sirene pentru 7 pirati”
    9) „Galele Circului, editia I-a”
    10) „Galele Circului, editia a II-a”
    11) „Spectacolul Mileniului”
    12) „Brasil, Brasil”
    13) „Surprizele circului” (B1 TV)
    14) „2002 de povesti” (Prima TV)
    15) „Tunelul Timpului”
    16) „Stelele Circului Mondial la Bucuresti” (Prima TV)
    17) „Galele Circului, editia a III-a” (B1 TV)
    18) „Vrajitorii Arenei Magice” (B1 TV)
    19) „Galaxia Extraterestrilor” (Prima TV)
    20) „Galele Circului editia a IV-a”
    21) “Robin Hood”
    22) „Ocolul Pământului în balon”
    23)  „Galele Junior”
    24)  „Galele Circului editia a V-a”
    25)  „Fantastic Show”
    26)  „Castelul de clestar”
    27) „Galele Circului editia a VI-a”
    28) „Carnavalul de foc”
    29) „Secretele elfilor”
    30) „Galele Circului editia a VII-a”
    31) „Elfii contraataca”
    32) „3007 – Terra maimutelor”
    33) „Galele Circului editia a VIII-a”
    34) „Padurea Fermecata”
    35)  „Dracula în Vacanta”
    36) „Festivalul International de Arta a Circului”, Editia I -a
    37) “D’ale Bibicilor lui Caragiale”
    38) “Galele Circului editia a IX-a”
    39) “Festivalul International de Arta a Circului”, Editia a II a
    40) “4U”
    41) “Galele Circului editia a X-a”
    42) “Destinul Dacilor”
    43) “Festivalul International de Arta a Circului”, Editia aIIIa
    44) “Galele Circului editia a XI-a”
    45) “D’ale Bibicilor lui Caragiale” o noua versiune în sala Circ &   Variete Globus
    46) “Zana Oglinjoara” Chapiteau
    47) “Festivalul International de Arta a Circului”, Editia a IV-a
    48) “Galele Circului editia a XII-a “
    49) “D’ale Bibicilor lui Caragiale” pe scena Festivalului Caragiale din Centrul Istoric –varianta scena
    50) “Zana Oglinjoara” a II-a versiune
    51) Charlie Chaplin si magazinul buclucas” pe scena Festivalului Caragiale din Centrul Istoric
    52) Galele Circului editia a XIII –a: “Ingerii Albi”
    53) Galele Circului editia a XIII-a: “Ingerii Albastrii”
    54-57) Regia artistica, scenariu si design lumini pentru spectacole   de varietati, realizate pentru companiile „Avon”, „Dacia-Renault”, „ Fiat”, cat si la “Gala de decernare a premiilor presei”
    58) Regia artistica de spectacol si regia TV, scenariul, coregrafia, design-ul de lumini pentru spectacolul de teatru – muzical „Micul Paris”
    59) Regia artistica a spectacolului de folclor: “Incepui dragoste noua”, la Sala Palatului
    60) Regia artistica a comediei teatral-muzicale “Un Capricorn sub stele”, autor Alexandr Galin
    61) Scenariul, regia artistica, coregrafia si design lumini pentru comedia musical-acrobatica: “Regatul Cascadelor”
    62) Scenariul, regia artistică, coregrafia și design lumini la spectacolul de music-hall: “Femeia te ridică, femeia te coboară”

### Spectacole montate ca maestru coregraf:
- 1987-1996 – zeci de spectacole de divertisment la Sala Polivalenta, Sala Palatului și în sălile polivalente din țară;
- 1987 -Teatrul Tanase – spectacol de divertisment cu grupul Divertis, Gabriel Cotabita, Dana Bartzer, Dan Craimerman, etc;
- 1991 -Teatrul Creanga -„Dragostea pusa la încercare”;
- 1990-1997, coregrafia trupei de dans “Platinium” la emisiunile TV de divertisment ale Societatii Romane de Televiziune ale realizatorilor: Titus Munteanu, Aurora Andronache, Florin Calinescu, Ioana Bogdan, etc;
- 1998-2021 coregraful si managerul trupei de dans “Platinium”, componenta a celor trei trupe castigatoare a “ Clovnului de bronz” la Monte Carlo in 2002, 2007, 2011, la Festivalul de la Latina, la Festivalul de la Salamanca.

## Controverse
Pe 19 aprilie 2013 aceasta a fost trimisă în judecată de procurorii Parchetului de pe lângă Înalta Curte de Casație și justiție pentru săvârșirea infracțiunii de conflict de interese.
Pe 15 octombrie 2014 Cornelia Novac a fost condamnată definitiv de Înalta Curte de Casație și Justiție la 6 luni de închisoare cu suspendare pentru comiterea infracțiunii de conflict de interese.